# Маврин, Семён Филиппович
Семён Фили́ппович Ма́врин (1772 или 1776 — 01.09.1850) — сенатор (1823), действительный тайный советник (30.12.1840), последний представитель дворянского рода Мавриных.

## Биография
Родился в дворянской семье Мавриных 10 апреля, по разным сведениям в 1772 или 1776 году. Его предкам с XVI века принадлежали имение в сельце Василёво (ныне в составе села Минцы Хвойнинского района Новгородской области), а также полностью или частично 26 деревень, в том числе Остахново, Дудинское, Демидово, Воронское, Погорелка, Сосонье, Болото, Стремково, Полобжа, Макарьино и другие.
Образование получил в доме родителей. В детстве (1782) записан в гвардию солдатом, а 1 января 1788 года выпущен в армию капитаном. Дослужившись до подполковника, перешёл на статскую службу.
С 30 декабря 1823 года ему было повелено присутствовать в Правительствующем Сенате в чине тайного советника. Входил в состав Верховного суда над декабристами. 

Не получив никакого почти воспитания и не имея, следственно, никаких почти сведений теоретических, он при светлом и тонком уме приобрёл на действительной службе множество познаний практических и усовершенствовал их размышлением. Быв каких-нибудь 15 лет обер-прокурором в сенате и состоя теперь столько же временем сенатором, и притом из самых деятельных и усердных, он может почитаться одним из отличнейших наших судей и по опытности, и по знанию законов, и по правилам своим. Последние — я не упоминаю уже о бескорыстии — до такой степени возвышенны, что, конечно, во всём Петербурге не найдётся человека, который бы в них усомнился. При этих высоких достоинствах он остаётся, однако же, малоизвестным и почти не замечен, от скромности, доходящей до излишества и в которой он, par principe (принципиально), переходит иногда даже в унижение, если где не идёт дело об обязанностях службы. В последних никакая сила и никакое влияние не побудят его покривить душою или дать мнение, противное его убеждению. Но во дворце, в салоне он стоит всегда в самом тёмном углу, как бы притаясь; с вельможами и сильными не смеет почти начать сам речи и, хотя бы при этом характере можно было ожидать в большой степени искательности, но искательным, кроме этого маленького, бесцельного низкопоклонства, — никак назвать его нельзя…
— Барон Модест Корф. Записки. — М.: Захаров, 2003.

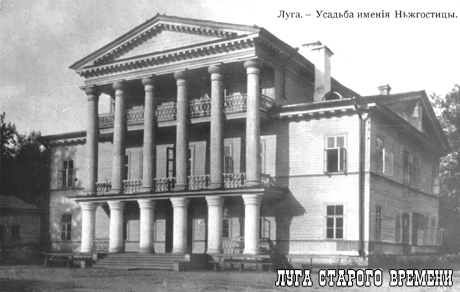
Усадебный дом в имении Нежгостицы

Остаток жизни провёл в имении жены Нежгостицы в Лужском уезде Санкт-Петербургской губернии, где и скончался 1 (13) сентября 1850 года. Был похоронен на кладбище при Череменецком монастыре. Деревянный усадебный дом в Нежгостицах сгорел во время Второй мировой войны.

## Награды
- Орден Святой Анны 1-й степени с алмазами (26.03.1820)
- Орден Святого Владимира 2-й степени
- Орден Белого орла
- Орден Святого Александра Невского с алмазами (орден — 5.12.1838, алмазные знаки — 27.12.1843)

## Семья
Жена (с 1824 года) — Анна Александровна Сукина (1805—1871), воспитательница и наследница генерала от инфантерии А. Я. Сукина. Дети:
- Александра (1825—1885), жена полного генерала Бориса Григорьевича Глинки, которому Высочайше утверждённым 17.05.1865 мнением Государственного совета было дозволено принять двойную фамилию «Глинка-Маврин»[5].
- Анна (1827—1889), фрейлина двора, жена с 14 мая 1858 года[6] князя Михаила Николаевича Шаховского (1828—1887), сенатора, тайного советника.
- Варвара (1835—?), девица.

## Владения
Родовые поместья Маврина находились в Боровичском уезде Новгородской губернии. В родовом сельце Василёве он устроил винокуренный и лесопильный заводы — одни из первых в округе. На винокуренном заводе работало до 120 человек, выкуривалось ежегодно до 1 500 000 ведер вина. Для ведения земледелия Маврин в 1833 г. приобрёл у графа Самойлова земли на чернозёмах в Болховском уезде Орловской губернии, в том числе имения Мыврино, Ильинское и другие деревни. 
В 1820-х или 1830-х гг. супруги Маврины купили у наследников архитектора Готлиба Паульсена дом в Петербурге по адресу: Миллионная улица, 8. После смерти вдовы сенатора особняк отошёл к дочери Александре.